# Collines
Collines är en av Benins tolv departement och omfattar ett område i den centrala delen av landet, med gräns mot Nigeria i öster och Togo i väster. Befolkningen uppgick till 717 477 invånare vid folkräkningen 2013, på en yta av 13 931 km². Departementet bildades 1999, och var tidigare en del av Zoudepartementet. Vilken stad som skulle vara departementets officiella huvudort var länge osäkert men 2016 beslutades att Dassa-Zoumé blev huvudort.

## Kommuner

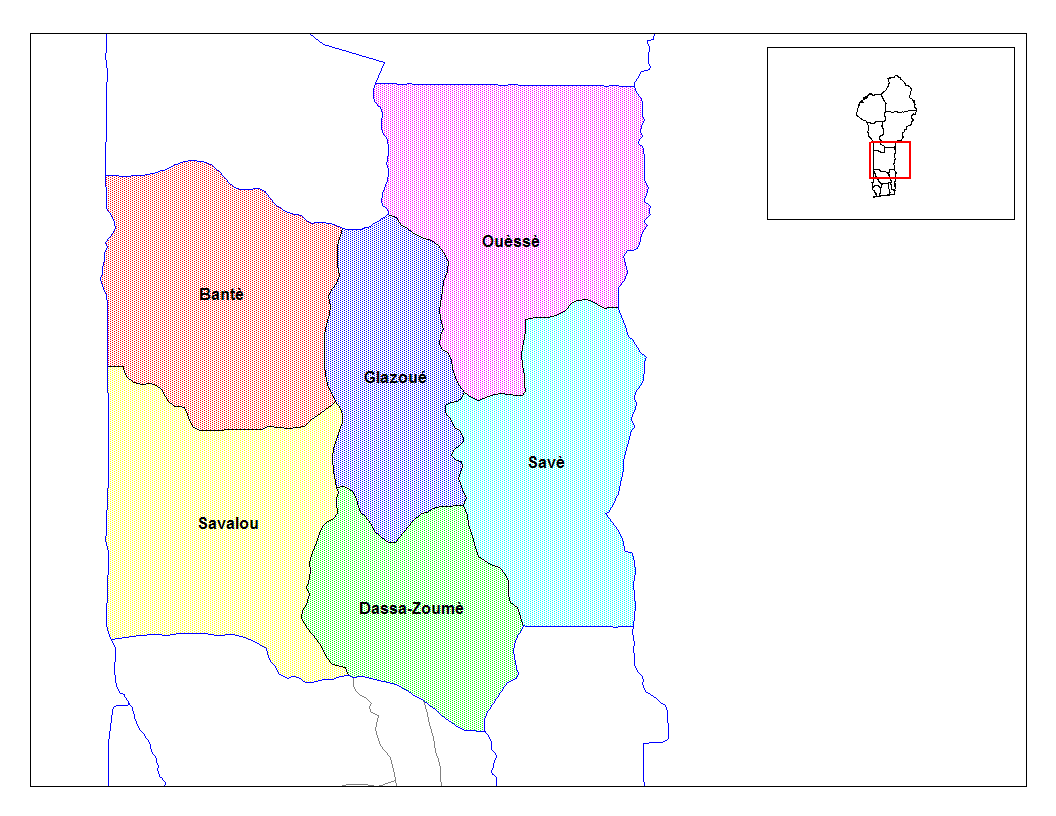
Karta över Collines kommuner.

Departementet är indelat i sex kommuner:
- Bantè
- Dassa-Zoumè
- Glazoué
- Ouèssè
- Savalou
- Savè